# 未知の世界を撮りたい 驚き(秘)映像ハンター!ドリームビジョン
『未知の世界を撮りたい 驚き㊙映像ハンター!ドリームビジョン』（みちのせかいをとりたい おどろきまるひえいぞう - ）は、2007年4月17日から9月18日まで日本テレビで毎週火曜19:00 - 19:58（JST）に放送されていたバラエティ番組である。
字幕放送。地上デジタルではハイビジョン制作（ただしVTRは4:3のアップコンバート）。

## 番組概要
過去に2回特番として放送してきたが、2007年4月から9月までは『伊東家の食卓』の後番組扱いとしてレギュラー放送された。
視聴率は初回の2時間スペシャルは12%台だったが、その後は1ケタ台と低迷、2007年9月で打ち切られた。
最終回のエンディングで2007年冬に特番として復活することを発表し、その言葉通りに2007年12月20日に放送された。
ちなみに2007年10月から2009年3月までのこの枠は、以前土曜17:30枠に放送していた『おネエ★MANS』が放送されており、空いた土曜17:30枠では『オトナの資格』が2007年10月から2008年3月まで放送された。
なお本番組のメイン司会であったくりぃむしちゅーは2008年7月から、『しゃべくり007』にメインキャストとして出演している。

## 番組内容
スーパースローカメラを駆使した映像や世界のあらゆる衝撃映像など（ドリームビジョン）を紹介していく。番組の最後に江角マキコが一番印象に残った映像（江角チョイス〔略称:スミチョイ〕）を1つ決定する。

## 放送日・放送時間
レギュラー放送
- 毎週火曜19時00分 - 19時58分（2007年4月17日 - 9月18日）
  - 初回は2時間スペシャル（19時00分 - 20時54分）

特別番組
- 2005年1月9日、9月18日：日曜日 19時58分 - 21時48分（9月18日は『サンデースペシャル』枠にて放送）
- 2007年12月20日：木曜日 21時00分 - 23時03分

## 出演者

### 司会
主任
- くりぃむしちゅー（上田晋也・有田哲平）

アシスタント
- 佐藤良子（日本テレビアナウンサー）

### レギュラー
チーフ
- 江角マキコ

サブチーフ
- 柴田理恵

平調査員
- アンタッチャブル（山崎弘也・柴田英嗣）

### ナレーション
- 垂木勉
- あおい洋一郎
- 井上喜久子

### 過去の出演者
アシスタント
- 阿部哲子（日本テレビアナウンサー）

ナレーション
- 立木文彦
- 森圭介（日本テレビアナウンサー）

## ネット局と放送時間
| 放送対象地域  | 放送局             | 系列                                              | 放送曜日・時間     | 遅れ       |
| ------------- | ------------------ | ------------------------------------------------- | ------------------ | ---------- |
| 関東広域圏    | 日本テレビ         | 日本テレビ系列                                    | 火曜 19:00 - 19:58 | 制作局     |
| 北海道        | 札幌テレビ         | 日本テレビ系列                                    | 火曜 19:00 - 19:58 | 同時ネット |
| 青森県        | 青森放送           | 日本テレビ系列                                    | 火曜 19:00 - 19:58 | 同時ネット |
| 岩手県        | テレビ岩手         | 日本テレビ系列                                    | 火曜 19:00 - 19:58 | 同時ネット |
| 宮城県        | ミヤギテレビ       | 日本テレビ系列                                    | 火曜 19:00 - 19:58 | 同時ネット |
| 秋田県        | 秋田放送           | 日本テレビ系列                                    | 火曜 19:00 - 19:58 | 同時ネット |
| 山形県        | 山形放送           | 日本テレビ系列                                    | 火曜 19:00 - 19:58 | 同時ネット |
| 福島県        | 福島中央テレビ     | 日本テレビ系列                                    | 火曜 19:00 - 19:58 | 同時ネット |
| 山梨県        | 山梨放送           | 日本テレビ系列                                    | 火曜 19:00 - 19:58 | 同時ネット |
| 新潟県        | テレビ新潟         | 日本テレビ系列                                    | 火曜 19:00 - 19:58 | 同時ネット |
| 長野県        | テレビ信州         | 日本テレビ系列                                    | 火曜 19:00 - 19:58 | 同時ネット |
| 静岡県        | 静岡第一テレビ     | 日本テレビ系列                                    | 火曜 19:00 - 19:58 | 同時ネット |
| 富山県        | 北日本放送         | 日本テレビ系列                                    | 火曜 19:00 - 19:58 | 同時ネット |
| 石川県        | テレビ金沢         | 日本テレビ系列                                    | 火曜 19:00 - 19:58 | 同時ネット |
| 福井県        | 福井放送           | 日本テレビ系列・テレビ朝日系列 （クロスネット局） | 火曜 19:00 - 19:58 | 同時ネット |
| 中京広域圏    | 中京テレビ         | 日本テレビ系列                                    | 火曜 19:00 - 19:58 | 同時ネット |
| 近畿広域圏    | 読売テレビ         | 日本テレビ系列                                    | 火曜 19:00 - 19:58 | 同時ネット |
| 鳥取県 島根県 | 日本海テレビ       | 日本テレビ系列                                    | 火曜 19:00 - 19:58 | 同時ネット |
| 広島県        | 広島テレビ         | 日本テレビ系列                                    | 火曜 19:00 - 19:58 | 同時ネット |
| 山口県        | 山口放送           | 日本テレビ系列                                    | 火曜 19:00 - 19:58 | 同時ネット |
| 徳島県        | 四国放送           | 日本テレビ系列                                    | 火曜 19:00 - 19:58 | 同時ネット |
| 香川県 岡山県 | 西日本放送         | 日本テレビ系列                                    | 火曜 19:00 - 19:58 | 同時ネット |
| 愛媛県        | 南海放送           | 日本テレビ系列                                    | 火曜 19:00 - 19:58 | 同時ネット |
| 高知県        | 高知放送           | 日本テレビ系列                                    | 火曜 19:00 - 19:58 | 同時ネット |
| 福岡県        | 福岡放送           | 日本テレビ系列                                    | 火曜 19:00 - 19:58 | 同時ネット |
| 長崎県        | 長崎国際テレビ     | 日本テレビ系列                                    | 火曜 19:00 - 19:58 | 同時ネット |
| 熊本県        | くまもと県民テレビ | 日本テレビ系列                                    | 火曜 19:00 - 19:58 | 同時ネット |
| 鹿児島県      | 鹿児島読売テレビ   | 日本テレビ系列                                    | 火曜 19:00 - 19:58 | 同時ネット |
| 大分県        | 大分放送           | TBS系列                                           | 日曜 14:00 - 15:00 | 19日遅れ   |
| 沖縄県        | 沖縄テレビ         | フジテレビ系列                                    | 土曜 25:20 - 26:20 | 11日遅れ   |

## スタッフ

### レギュラー版
- ナレーター：垂木勉、あおい洋一郎、井上喜久子
- 構成：そーたに、吉橋広宣、外山信行、藤井やすひろ、山崎康生、山口素子、つじまるみ
- リサーチ：フォーミュレーション、ジーワン、フリード、バンドラ、フルタイム、OFFICE H!T
- TM：小椋敏宏
- SW：木村博靖
- CAM：小林宏義
- 音声：三石敏生
- 調整：八木一夫
- 照明：高橋明宏
- ロケ技術：NiTRo、池田屋
- 美術プロデューサー：中原晃一
- 美術デザイン：小林俊輔
- 装置：工藤俊一
- 電飾：糸数貴祥
- 装飾：林孝一
- 持道具：星野大輔
- 特殊効果：内山栄一
- モニター：小内一豊
- 衣裳：有馬裕大
- メイク：渡邊昭一、外山奈津子
- CG：dragonpooh、アイブリックスタジオ、digidelic
- VTR編集：横山亜希子（オムニバス・ジャパン）
- MA：水落洋一郎（オムニバス・ジャパン）
- 音効：室加徳彦（佳夢音）
- TK （タイムキーパー）：塚越倫子
- 広報：高木明子
- 編成：吉田和生
- 制作進行：棚橋砂予
- 海外映像デスク：武政美紀
- 海外進行デスク：クリスティーナ智子テッシュナー
- 制作デスク：村田順子
- アシスタントプロデューサー : 呉亘治、三浦佳憲（ZION）、中附智貴（モスキート）、山口敦司（THE WORKS）
- ディレクター：新井秀和、黒川高、中道康夫（モスキート）、田口マサキ、田辺昌邦、吉田雅司、芦澤英祐、水谷陽子、小俣猛、小笠原豪、藤田幸伸、大槻圭介、谷知明、池田創一・栗原利典（THE WORKS）、武信考、干場備前
- プロデューサー：小沢太郎・東山将之/天笠ひろ美（THE WORKS）、星利也（TVBOX）、斉藤みさ子（モスキート）、小山伸一・進藤裕貴（ZION）
- 総合演出：財津功
- チーフプロデューサー：安岡喜郎
- 映像協力：SFINX,inc.ほか
- 技術協力：ナックイメージテクノロジー、EAT、アールエフ
- 美術協力：日テレアート
- 協力：プライム
- 制作協力：THE WORKS、モスキート、TVBOX、ZION
- 製作著作：日本テレビ

#### 過去のスタッフ（レギュラー版）
- アシスタントディレクター：高橋愛子、小越俊輔、武蔵雄二、徳武真人、蔵本雅水、吉屋裕、山本恭成、山脇由紀子
- ディレクター：安島隆、根岸秀明（モスキート）、武井正弘（日企）、大槻圭介、森健宣、須賀俊英
- アシスタントプロデューサー：平山美由紀（THE WORKS）、佐藤里絵（日企）、千田都
- プロデューサー：松本京子/宇佐美友教（日企）、柴田紀久（SFINX）、眞山香織（THE WORKS）
- チーフプロデューサー：吉川圭三
- 演出：古立善之
- 海外映像AP：遠藤剛、古賀絢子
- リサーチ：今井伸介、原田幸宏
- 編成：薗田恭子
- 広報：河本香織
- 装飾：丸山善之
- 持道具：三野尚子
- 特殊装置：堀田秀二郎

### パイロット版 （第1〜3回）
- ナレーター：立木文彦、森圭介（日本テレビアナウンサー）
- 構成：そーたに、吉橋広宣、藤井靖大、外山信行、山崎康生、山田素子、つじまるみ
- TM：柴田康弘、小椋敏宏
- SW：江村多加司、望月達史、米田博之
- カメラ：水梨潤、蔦佳樹、日向野崇
- 音声：太田黒健至、山口直樹、三石敏生
- 調整：土江準祐、舘野真也、山口考志
- 照明：竹田宏幸、合田憲司、高橋明宏
- 音効：保苅智子（サウンドエッグノッグ）、室加徳彦（佳夢音）
- CGタイトル：神谷渉
- 美術：中原晃一
- デザイン：小林俊輔
- 装置：加藤一治、相馬勇、工藤俊一
- 電飾：岩井直樹、稲葉光宣、糸数貴祥
- 装飾：丸山善之、林孝一
- 持道具：三野尚子、星野未樹
- 特効：堀田秀二郎、内山栄一
- モニター：小内一豊
- 大道具：四ノ宮克成
- 衣裳：桜庭圭三、有馬裕太
- メイク：大野真二郎、藤田響子、渡邊昭一
- CG：dragonpooh、アイブリックスタジオ
- 美術協力：日本テレビアート
- TK：山沢啓子、橋本美幸
- PR：笹木奈緒美、河本香織
- 広報：高木明子
- 編成：吉田和生
- 編集：嶋野淳子・横山亜希子・反畑弘一（オムニバス・ジャパン）
- MA：水野貴浩・茶谷貴之・水落洋一郎（オムニバス・ジャパン）
- ロケ技術：NiTRo、コスモ・スペース、ゴーエン、J-crew、池田屋
- 制作進行：古賀絢子
- アシスタントプロデューサー：平山美由紀、佐藤里絵、千田都、林真由美、山口敦司
- 海外映像AP：遠藤剛
- 制作デスク：藤島悦子、村田順子
- 制作進行：棚橋砂予
- アシスタントディレクター：安田友里、吉田慎治、福島孝夫、村田正樹、久保木幹雄、杉本ルリ子、小林光、山木健司、山本康成、高橋愛子、小越俊輔、武蔵雄二、徳武真人、蔵本雅水、吉屋裕、山本恭成、山脇由紀子
- 海外コーディネーター：MAX safari、タイ・ミカサ、Top Spin、GALLIX、KGL(UK)Ltd.、コスモ・スペース、マックスサファリ、Duo Creative Communications、Orange Films、相原修
- リサーチ：フォーミュレーション、 ジーワン、今井伸介、原田幸宏、フリー
- 技術協力：RF SYSTEM、鴇田晴海、nac、EAT
- 協力：日本テレビアート、オリオンプレス、シンガポール航空、南アフリカ航空、多治見砂防国道研究所、京急油壺マリンパーク、株式会社ミルスシステムズ
- 撮影協力：NEC三栄株式会社、フューテックエレクトロニクス、セコ・インターナショナル、株式会社赤尾、明星電気株式会社
- ディレクター：加藤宏実、花島悟、依田穣、黒川高、大槻圭介、中道康夫、武井正弘、森健宣、安島隆、根岸秀明、須賀俊英、新井秀和、吉田雅司、芦澤英祐、井上光紀、田中拓郎、池田創一、内田浩、干場備前、小俣猛、藤田幸伸
- 演出：古立善之
- プロデューサー：松本京子・小澤太郎・東山将之/天笠ひろ美、星利也、斉藤みさ子、宇佐見友教、柴田紀久、眞山香織、進藤裕貴
- 総合演出：財津功
- チーフプロデューサー：安岡喜郎
- 制作協力：日企、モスキート、THE WORKS、TVBOX、SFINX、ZION
- 製作著作：日本テレビ